# シュテファン・トゥルンビヒラー
シュテファン・トゥルンビヒラー（Stefan Thurnbichler、1984年3月2日 - ）はオーストリア、チロル州インスブルック出身のスキージャンプ選手。2001年から国際大会に出場している。

## プロフィール
Kitzbüheler Ski Clubに所属するとともに、ÖSVのAチームに所属している。
2001年から国際大会に出場するようになり、2002年1月6日にスキージャンプ・ワールドカップにデビューした。オーストリアのナショナルチームは選手層が厚くトゥルンビヒラーはなかなかワールドカップに定着できずスキージャンプ・コンチネンタルカップを主に転戦、
2002-2003シーズン、2007-2008シーズン、2008-2009シーズンの3度総合優勝、2004-2005シーズンと2006-2007シーズンも総合3位となっている。
ワールドカップでは2010年1月16日に札幌（日本）で4位となったのが最高位で総合でもこのシーズンの25位が最高位である。
2003年3月20日にフライングの予選ラウンドで自己ベストの224.0mを飛んだ。